# Lycocerus watanabei
Lycocerus watanabei es una especie de coleóptero de la familia Cantharidae.

## Distribución geográfica
Habita en Japón.